# Neidenstein (Hollfeld)
Neidenstein  ist ein Gemeindeteil der Stadt Hollfeld im Landkreis Bayreuth (Oberfranken, Bayern). Neidenstein liegt in der Gemarkung Weiher.

## Geografie
Neidenstein liegt am Oberlauf der Wiesent im nördlichen Teil der Fränkischen Schweiz. Die Nachbarorte sind Weiher im Südosten sowie Schafhof und Freienfels im Nordwesten. Das Dorf ist von dem knapp drei Kilometer entfernten Hollfeld aus über die Bundesstraße 22 und dann über Weiher auf einer Ortsstraße erreichbar.

## Geschichte
Bis zur kommunalen Verwaltungsreform war Neidenstein ein Gemeindeteil der Gemeinde Weiher im Landkreis Ebermannstadt. Die Gemeinde hatte 1961 insgesamt 376 Einwohner, davon 52 in Neidenstein, das damals 14 Wohngebäude hatte. Als die Gemeinde Weiher mit der bayerischen Gebietsreform am 1. Januar 1972 aufgelöst wurde, wurde Neidenstein ein Gemeindeteil der Stadt Hollfeld.

## Baudenkmäler
Als Baudenkmal ist die am westlichen Ortsrand gelegene Burgruine Neidenstein klassifiziert.

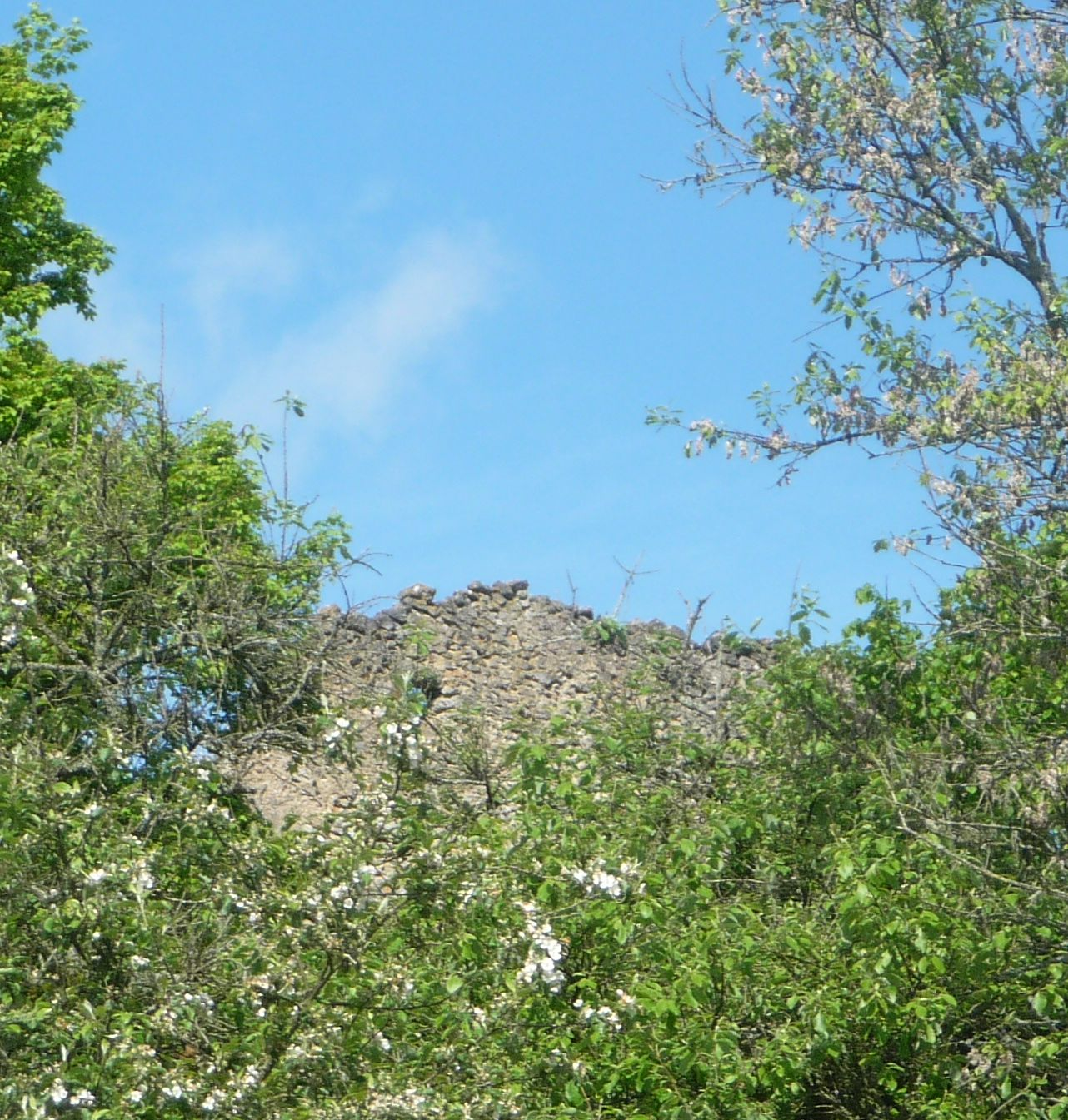
Reste der Burg Neidenstein
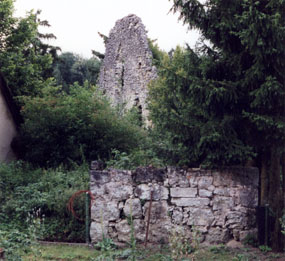
Die Ruine eines Wohngebäudes